# Дюссельдорф-Гольцхайм

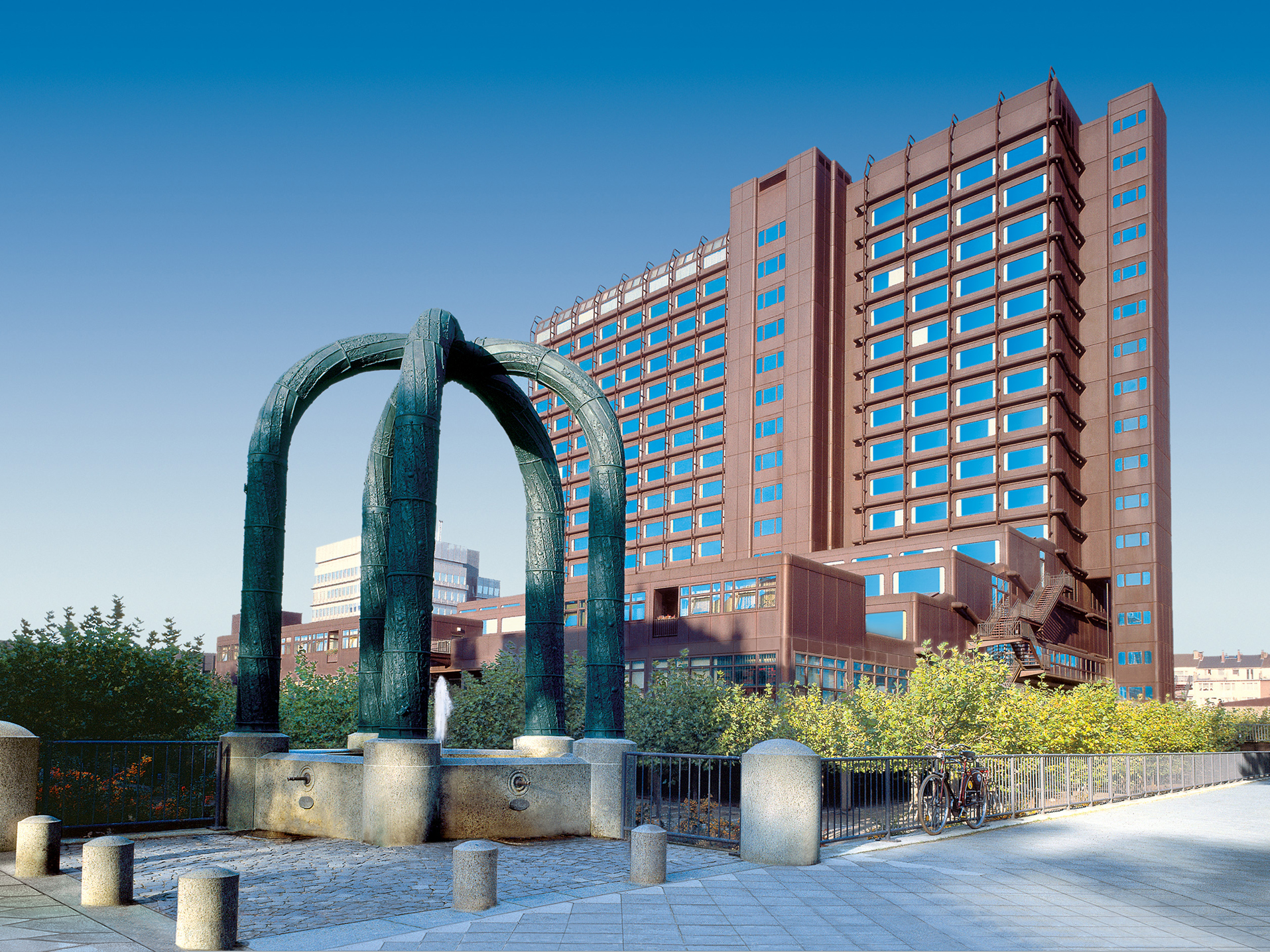
Статистическое управление СРВ, Гольцхайм

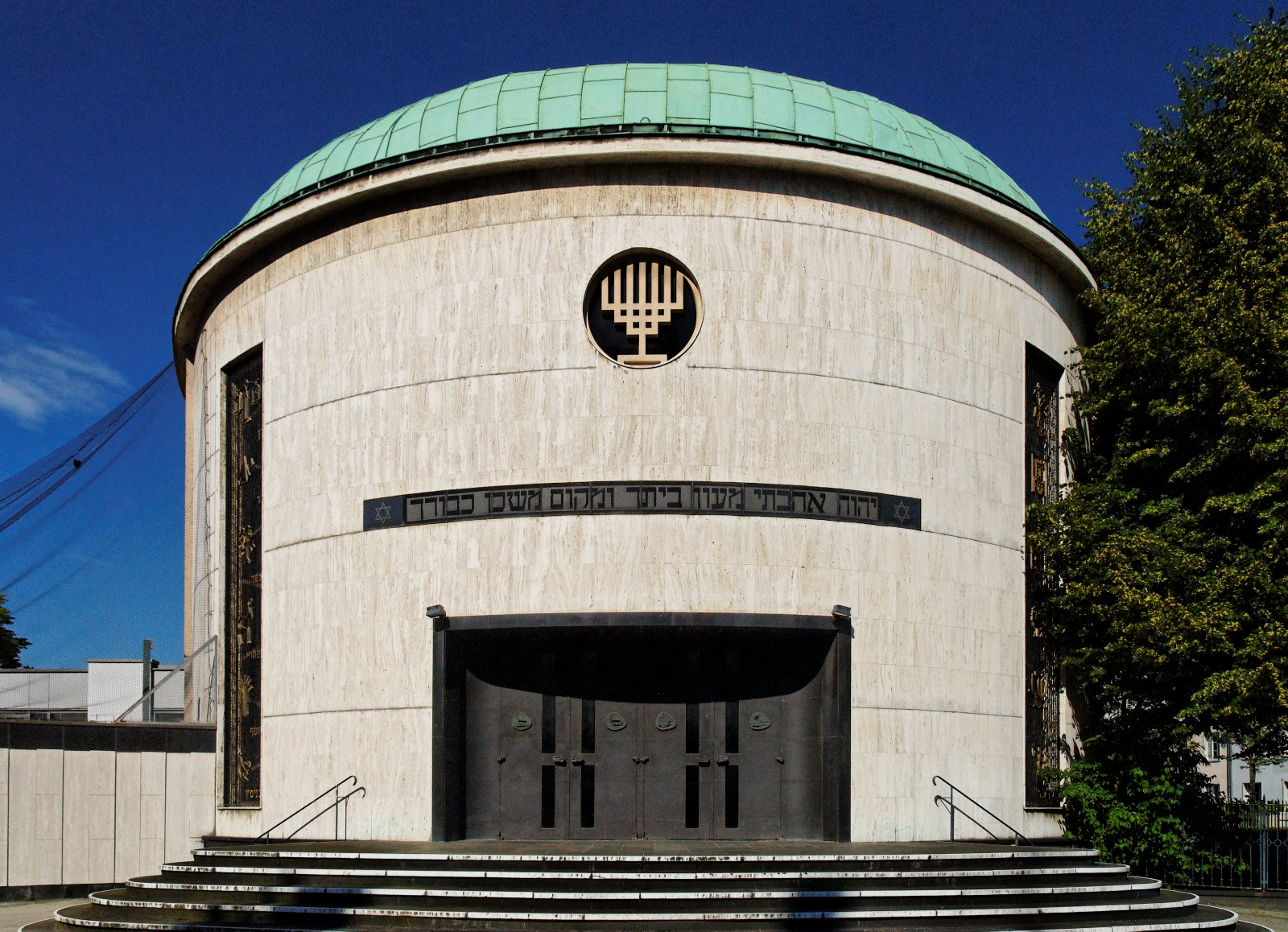
Синагога, Гольцхайм

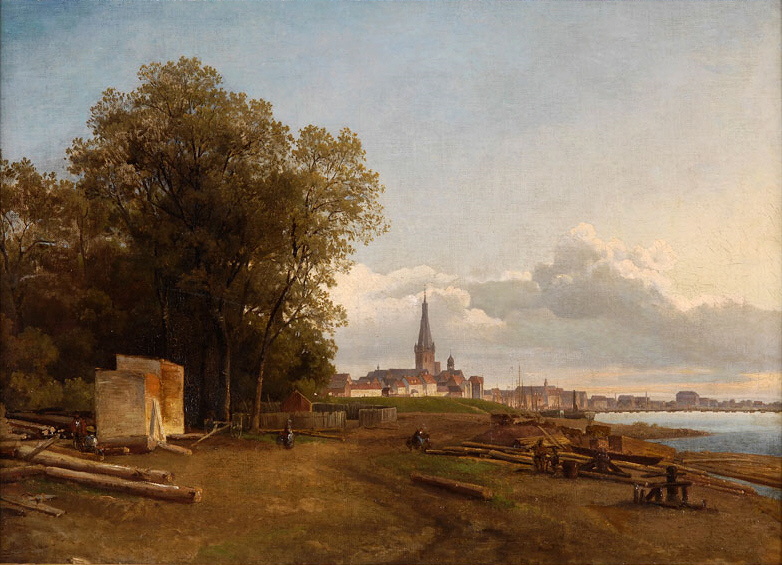
Гольцхайм в XIX веке

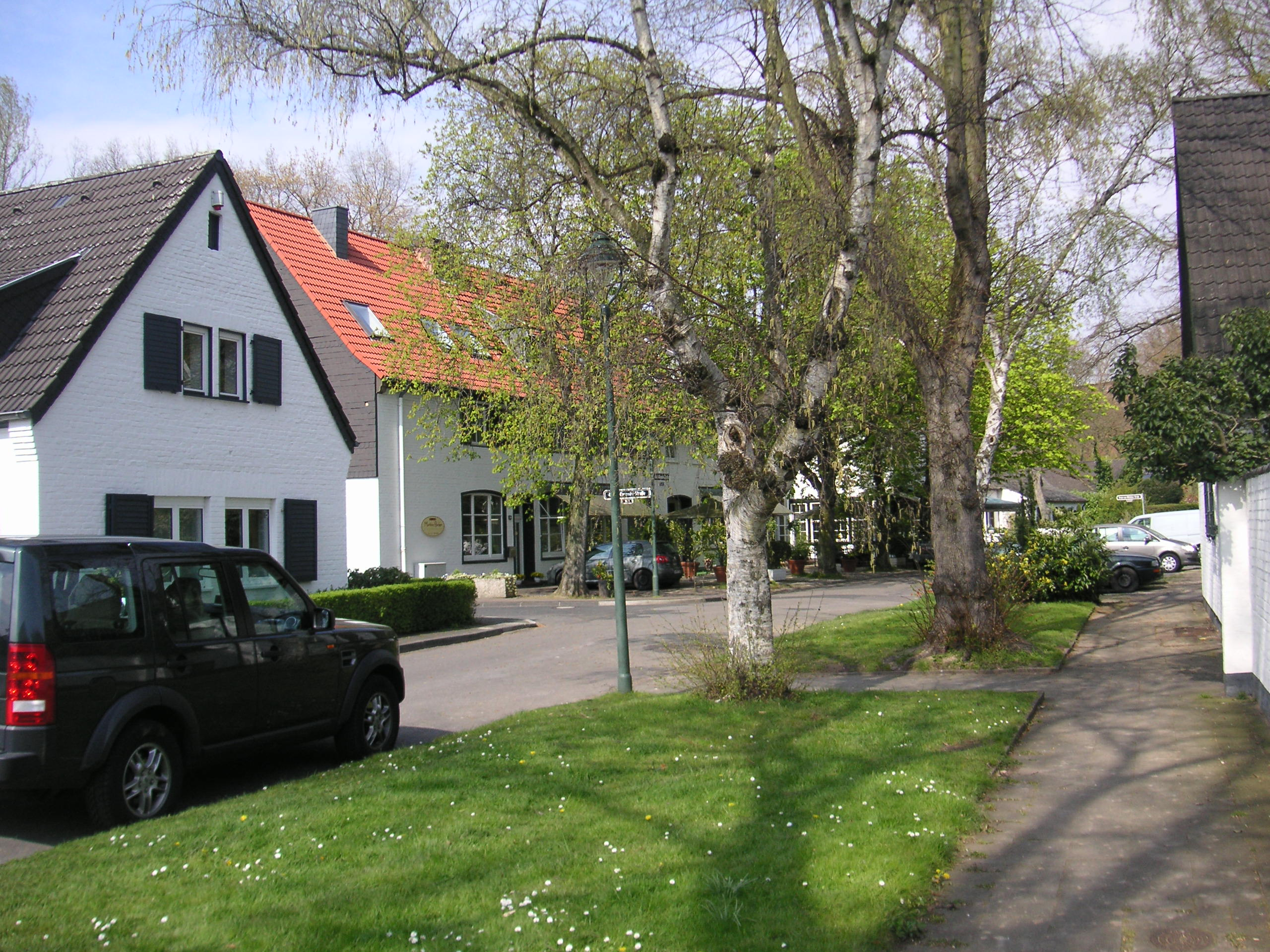
Типичный современный Гольцхайм

Гольцхайм (нем. Golzheim), — один из 50-ти административных районов Дюссельдорфа (Северный Рейн-Вестфалия, Германия), расположенный в центральной части города (на севере округа 1).

## Положение
Положение района, расположенного в центральной части Дюссельдорфа, очень выгодное. Улица Кайзерсвертерштрассе (Kaiserswertherstraße) является связующим звеном между центром Дюссельдорфа и Дуйсбургом. По ней проложен маршрут метротрама U79 «Университет» Дюссельдорфа — вокзал Дуйсбурга. Гольцхайм расположен непосредственно на берегу Рейна и здесь же находится одна из пристаней Дюссельдорфа, обслуживающая местные и туристские перевозки.
Гольцхайм граничит со следующими административными районами Дюссельдорфа: на юге — Пемпельфорт, востоке — Дерендорф, севере — Штокум, а на западе — река Рейн. Только на западе Гольцхайм имеет чётко выраженную границу, а на остальных направлениях границу с административными районами можно выявить только на уличных информационных табличках.

## Общая характеристика и особенности
Гольцхайм вошёл в состав Дюссельдорфа в 1384 году. В настоящее время этот район примечателен во многих отношениях. Здесь находятся генеральные консульства Марокко, Нидерландов, Испании, Турции, а также консульства Анголы, Эстонии, Литвы и Мавритании. Здесь размещаются несколько министерств Северного Рейна-Вестфалии, в том числе Защиты окружающей среды и Сельского хозяйства, а также Центральный Земельный архив СРВ, дирекция биржи труда СРВ. Многие приезжают в Дюссельдорф на специализированные торговые ярмарки илиза последними трендами модами (Гольцхайм — центр моды ФРГ). Вдоль берега протягивается прибрежный парк, где проводят время многие жители Дюссельдорфа. Этот район относится к числу наиболее значительных районов Дюссельдорфа по количеству фирм и бюро. Известен Гольххайм и своими международными гостиницами. И, одновременно с этим, район сохраняет некоторые черты провинциальности, где целые кварталы составляют частные жилые усадьбы.
В Гольцхайме находится центр еврейской общины Дюссельдорфа, сформированной вокруг новой синагоги.

## Улицы
В Гольцхайме насчитывается 61 улица различных типов. Больше всего собственно «улиц» (Straße). Их ровно 50. На втором месте «площади». Таковых 5. В названиях других улиц присутствуют упоминания «усадьб» (Hof) (2 названия)), аллей (Allee), дамбы (Damm), берега (Ufer) и воды (Wasser). Таких улиц немного — всего 4, по одному названию.
Специальной пешеходной зоны в Гольцхайме нет.

## Достопримечательности
Гольцхайм посещают как горожане, так и приезжие, по району проводятся местные экскурсии на немецком языке.
- Мемориальное кладбище Гольцхайма
- Рейнский парк
- Церковь св. Альберта Магна
- Мост Теодора Хойса
- Фонтан "Три девушки"